# U zamci
U zamci (eng. In the Bedroom) je američka kriminalistička drama iz 2001. godine koju je režirao Todd Field, a koja je posvećena Andreju Dubusu autoru kratke priče The Killings prema kojoj su Field i Robert Festinger napisali scenarij za film. Glavne uloge su ostvarili Tom Wilkinson, Sissy Spacek, Nick Stahl, Marisa Tomei i William Mapother.
Originalni naslov filma (In the Bedroom) odnosi se na stražnji dio zamke za jastoge (bedroom) te na činjenicu da taj dio može držati dva jastoga prije nego jedan drugog započnu napadati. 

## Radnja
Film je smješten u gradiću Camden, država Maine. Dr. Matt Fowler (Tom Wilkinson) i Ruth Fowler (Sissy Spacek) uživaju u sretnom braku i dobrim odnosom sa sinom jedincem Frankom (Nick Stahl), mladićem koji se vratio kući za ljetne praznike. Frank se zaljubio u stariju ženu koja ima djecu iz prethodnog braka, Natalie Strout (Marisa Tomei). Također se prijavljuje na studij arhitekture, ali u isto vrijeme razmišlja o ostanku u gradu kako bi radio u ribarskoj industriji i bio blizu Natalie. Nataliein bivši suprug, Richard Strout (William Mapother), čija je obitelj vlasnik lokalne ribarske proizvodnje i dostave, nasilan je muškarac. Richard konstantno pokušava pronaći način da se vrati svojoj bivšoj supruzi i u život svoje djece, pritom ponašajući se vrlo agresivno prema Natalie. Ruth je otvoreno zabrinuta zbog ljubavne veze u kojoj se nalaze njezin sin Frank i Natalie, dok Matt na cijelu situaciju drugačije gleda i ne vidi problem u istoj.
Sredinom filma, Richard ubija Franka tijekom svađe i sukoba u Natalinoj kući.  Iako jednako devastirani gubitkom, Matt i Ruth tuguju na različite načine: Matt odaje dojam hrabrog čovjeka, dok je Ruth povučena i tiha. Richard se nađe na slobodi zahvaljujući jamčevini koju je platila njegova dobrostojeća obitelj pa su i Matt i Ruth prisiljeni susretati ga u gradu. Tenzije u braku se još više povećaju nakon što shvate da nedostatak izravnih svjedoka cijelog slučaja ubojstva njihova sina može omogućiti ubojici da se izvuče, jer državni tužitelj teško može dokazati da je Richard namjerno ubio Franka. Tišina između dvoje supružnika napokon se razbija nakon agresivne svađe u kojoj jedan drugome spočitavaju kakvi su roditelji bili svome sinu: Ruth je bila previše zapovjednička dok mu je Matt dopuštao gotovo sve. Nakon svađe i iskrenog razgovora njih dvoje napokon mogu ponovno normalno funkcionirati u braku. Međutim, oboje shvate da sud neće donijeti pravdu koju smatraju da Richard zaslužuje. 
U nemogućnosti gledanja Richarda kako slobodno hoda ulicama grada i odlučan u namjeri da psihički izliječi sebe i svoju suprugu, Matt ga otima i ubija. On i njegov prijatelj rješavaju se tijela u šumi. Matt se nakon toga vraća kući gdje ga Ruth strpljivo čeka. Supruga mu ode napraviti kavu, a Matt skida zavoj s kažiprsta što je metafora za to da je konačno spreman samostalno se izliječiti od tragedije sinove smrti. 

## Glumačka postava
- Tom Wilkinson kao Matt Fowler
- Sissy Spacek kao Ruth Fowler
- Nick Stahl kao Frank Fowler
- Marisa Tomei kao Natalie Strout
- William Mapother kao Richard Strout
- Celia Weston kao Katie Grinnel
- Karen Allen kao Marla Keyes
- William Wise kao Willis Grinnel
- Justin Ashforth kao Tim Bryson
- Camden Munson kao Jason Strout
- Frank T. Wells kao Henry

## Kritike
Nakon početka kino distribucije, film je zaradio hvalospjeve kritičara zbog svoje režije, scenarija i glume. Na popularnoj Internet stranici Rotten Tomatoes film ima 93% pozitivnih ocjena. A.O. Scott iz New York Timesa uključio je ovaj film na svoju listu "Najvažnijih filmova prošlog desetljeća - i razlozi zašto su važni."

## Nominacije i nagrade

### Oscar
Film U zamci nominiran je u pet kategorija za prestižnu filmsku nagradu Oscar, ali nije osvojio niti jednu:
- Najbolji film - Graham Leader, Ross Katz i Todd Field
- Najbolji glumac - Tom Wilkinson
- Najbolja glumica - Sissy Spacek
- Najbolja sporedna glumica - Marisa Tomei
- Najbolji adaptirani scenarij - Todd Field i Robert Festinger

### Zlatni globus
Film U zamci nominiran je u tri kategorije za nagradu Zlatni globus, a osvojio je jednu:
- Najbolja glumica (drama) - Sissy Spacek
- Najbolji film (drama)
- Najbolja sporedna glumica - Marisa Tomei

## Vanjske poveznice
- U zamci u internetskoj bazi filmova IMDb-a
- U zamci na Box Office Mojo
- U zamci na Rotten Tomatoes

Publikacije
- 'In the Bedroom' Without Frills –  9. kolovoza 2002., New York Times
- The Best DVD's of 2002 –  3. siječnja 2003., New York Times
- U zamci: Scenarij
- U zamci, predgovor Todda Fielda

Znanstveni radovi
- International Psychoanalysis, I Know Not Seems  autor Harvey Roy Greenberg  Arhivirana inačica izvorne stranice od 8. svibnja 2012. (Wayback Machine) 30. travnja 2009.